# 香取みほ子
香取 みほ子（かとり みほこ、1914年（大正3年） - 2001年（平成13年））は、昭和期の歌手。本名は小島チエ（旧姓：大蔵）。

## 経歴
東京出身。東洋英和女学校卒業後に東京音楽学校に入学。荻野綾子とヘルマン・ヴーハープフェニッヒに声楽を師事し、1937年（昭和12年）3月に同校本科声楽部（ソプラノ）を卒業。その後、コロムビアレコードから歌手デビューした。「愛国行進曲」や「紀元二千六百年」の吹き込みに参加する。
2001年、88歳で死去した。命日は明らかになっていない。

## 家族
- 近江俊郎 - 歌手、実弟
- 大蔵貢 - 大蔵映画社長、実兄